# Dobrun
Dobrun is een Roemeense gemeente in het district Olt.
Dobrun telt 1463 inwoners.